# روزانا كوستا
روزانا كوستا (بالإسبانية: Rosanna Costa)‏ هي صحفية واقتصادية تشيلية، ولدت في 6 ديسمبر 1957 في فينيا ديل مار في تشيلي.